# Tecnica (azienda)
Tecnica Group S.p.A. è un'azienda italiana specializzata nella produzione di attrezzatura sportiva.  
Oltre ad essere il più grande gruppo del settore sport in Italia, è presente su tutti i principali mercati internazionali con alcuni dei marchi più riconosciuti e apprezzati: Tecnica (scarponi da sci e footwear), Nordica (sci e scarponi), Moon Boot (footwear), LOWA (scarpe da trekking), Blizzard (sci) e Rollerblade (pattini in linea).

## Storia
Il calzaturificio venne fondato da Giancarlo Zanatta a Giavera del Montello nel 1963, sviluppando l'attività avviata artigianalmente ancora nel 1930 da Oreste Zanatta e producendo inizialmente scarpe da lavoro per i lavoratori delle vicine Dolomiti.
Nel luglio 1969 l'azienda cambia produzione indirizzandosi verso gli sport invernali e pochi mesi dopo, nel 1970, lancia il Moon Boot, doposcì ispirato agli stivali indossati da Neil Armstrong e dagli astronauti della missione Apollo che condusse allo sbarco sulla luna. Il successo fu enorme, solo nel primo anno vennero venduti un milione di esemplari. Sempre negli anni settanta venne lanciato il primo scarpone di plastica bi-iniettato, il Tecnus. Da lì a pochi anni venne lanciato anche la serie TNT che renderà Tecnica uno dei principali gruppi internazionali della calzatura sportiva.

Nel 1985 lancia la sua prima linea di scarpe outdoor, diventando in breve tempo uno dei più importanti marchi del settore. Nel 1989 rileva Think Pink (abbigliamento sportivo), nel 1993 acquisisce Lowa, un'azienda tedesca produttrice di scarpe da escursionismo e di outdoor di alta gamma, poi è la volta di Marker (attacchi, occhiali, maschere) e, nel 1998, acquisisce Dolomite, storica azienda del distretto di Montebelluna con più di cento anni di esperienza alle spalle e legata alla conquista alpinistica del K2 nel 1954 e nasce così il Gruppo Tecnica.

Il logo di Nordica

Nel 2000, Tecnica Group, azienda capogruppo, è leader mondiale nel doposci, il terzo al mondo negli scarponi da sci e il più grande produttore europeo di scarpe outdoor. Distribuisce in oltre 70 paesi con oltre 3000 punti vendita, nel 2002 lancia HotForm, uno speciale sistema di termo riscaldamento della scarpetta interna e capace di sagomare lo scarpone in linea con l'anatomia del piede. Lancia anche "Rapid Access", un meccanismo innovativo di apertura in grado di rendere più facile indossare gli scarponi. Nel 2002 si conferma primo produttore mondiale di scarponi da sci, terzo produttore mondiale di prodotti sportivi invernali e primo produttore europeo di calzature per sport e tempo libero all'aperto.
Nel 2003 acquisisce Nordica che, a sua volta, nel 2006 acquista l'austriaca Blizzard. Quell'anno il gruppo dispone dei marchi Tecnica (sci e outdoor), Nordica (attrezzature legate allo sci), Blizzard, (sci), Lowa (abbigliamento invernale sportivo e per tempo libero), Moon Boot (doposci), Dolomite, Rollerblade (pattini in linea) e Nitro (tavole da snowboard). In quegli anni il 42% della produzione è coperto da attrezzature per lo sci alpino, il 34% da calzature e abbigliamento per il tempo libero all'aperto, il 15% dall'abbigliamento e calzature invernali e il 10% dai pattini. Il primo mercato di vendite è in quel periodo la Germania (le vendite sono il 20% dei prodotti), seguito dal 14% degli Stati Uniti e il 13% dell'Italia. Il gruppo vende il 75% dei propri prodotti in Europa, l'11% è esportato nel resto del mondo di cui il 6% in Asia.
La situazione negli anni si modifica. Nel 2012 i ricavi toccano i 400 milioni di euro ma l'indebitamento è forte e la società risente della crisi economica. Nel 2013 il fatturato scende a 323 milioni di euro, nel 2014 risale a 330 milioni: il 50% del fatturato è coperto dalla sezione outdoor e calzaturiero, l'8% dall'abbigliamento e accessori, il 17% da scarponi da sci, il 15% dalla produzione di sci e il 10% da pattini in linea. C'è una riduzione nel numero dei dipendenti e sono venduti alcuni marchi come Dolomite, ceduta agli svizzeri di Scott Sports nell'ottobre del 2015. Un mese dopo Giancarlo Zanatta lascia i principali incarichi della società al figlio Alberto il quale nel settembre 2016 passa l'incarico di amministratore delegato a Antonio Dus tenendo per sé il ruolo di presidente.
Alla fine del 2017 Italmobiliare di Carlo Pesenti acquisisce il 40% di Tecnica Group con un investimento di circa 60 milioni di euro. Il progetto di Pesenti è costruire un polo italiano nel settore dell'attrezzo sportivo.
Nel luglio 2019 Tecnica si sviluppa nel settore delle calzature outdoor grazie ad una duplice acquisizione: Lowa, la società tedesca controllata, acquisisce dalla famiglia Castellani l'intero controllo di Riko Sport, azienda di Altivole, Treviso, da anni fornitrice di Lowa. Nello stesso tempo Tecnica acquisisce sempre dalla famiglia Castellani il 15% di Lowa portando la sua partecipazione al 75%; l'altro 25% è in mano al manager svizzero Werner Riethmann. Valore dell'operazione: un'ottantina di milioni.
Nel 2021 Giovanni Zoppas entra a far parte del Gruppo, nel ruolo di Amministratore Delegato e Direttore Generale. Nel 2025, raggiunti tutti gli obiettivi del suo mandato, Zoppas lascia l'incarico di CEO, sostituito da Andrea Dorigo.